# 机械计算器

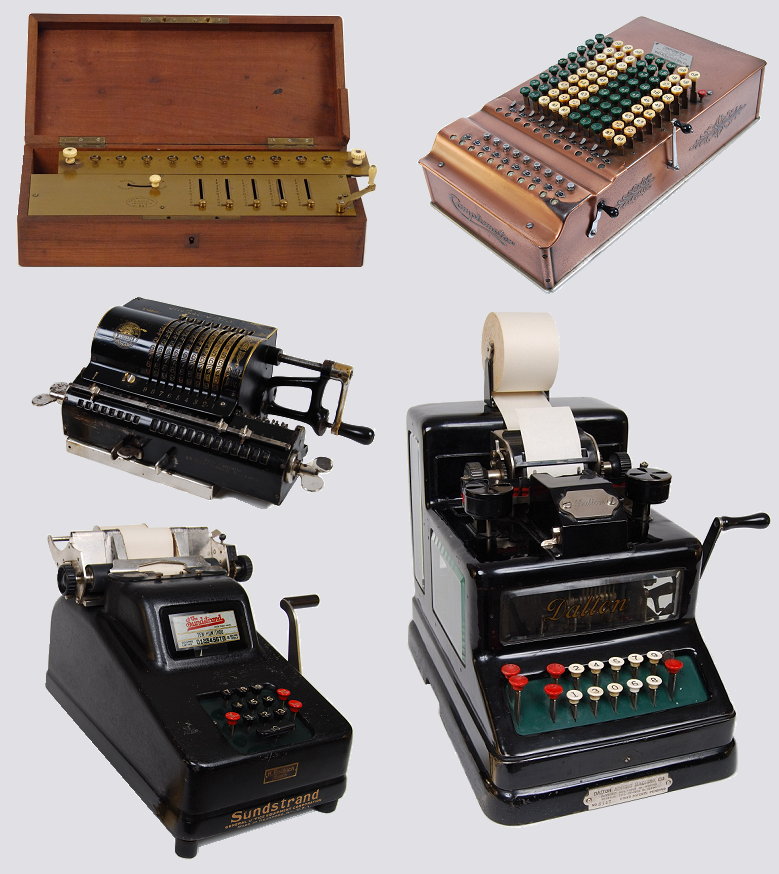
自1851 年起在辦公室使用的桌上型機械計算器，其操作界面各不相同。此圖左上角起順時針方向依序為：四則運算器、康普托計算器、道爾頓加法機、 Sundstrand加法器、奧德納四則運算器

机械计算器是一种能自动进行基本运算的机械装置。大多数机械式计算器的体积与小型桌上型電腦相当，但随着电子计算器的出现，机械计算器已被淘汰。

## 历史
1642年，布莱兹·帕斯卡发明了机械计算器。當時帕斯卡被他的父亲聘为鲁昂的税吏，他因此设计了机械计算器，以帮助他完成大量繁琐的运算。1851年發明的四則運算器是第一台成功商业化的機械計算器。
1887年推出的康普托計算器是第一台帶键盘的機械計算器，機械計算器上的键盘由9个按键组成每個按鍵分別代表1到9。1902年開始投入生产的道尔顿加法机是第一台帶有10键键盘的機械計算器。从1901年开始，一些机械式计算器上開始裝有电动机。20世纪70年代中期，机械计算器開始停產。